# Cà chua bi
Cà chua bi là một giống cà chua được trồng phổ biến từ những thập niên năm 1800, nguồn gốc đầu tiên của loại cà chua này được cho là từ vùng Ai Cập. Trong những năm 1919, loại cà chua này đã trở nên phổ biến tại Hoa Kỳ.

## Đặc điểm
Loại cà chua trái nhỏ của có hình dạng quả tròn hoặc dài, màu đỏ đều rất đẹp, cà chua bi có vị chua nhưng ngọt hơn cà chua thông thường. Cà chua bi tuy quả nhỏ, nhưng dễ trồng, trồng được nhiều vụ trong năm, sai quả. cà chua bi có vị ngọt, giòn thích hợp với món sa lát ngoài ra, cà chua bi còn có công dụng có giúp nam giới phòng ngừa khỏi nguy cơ bị ung thư tuyến tiền liệt.

## Hình ảnh

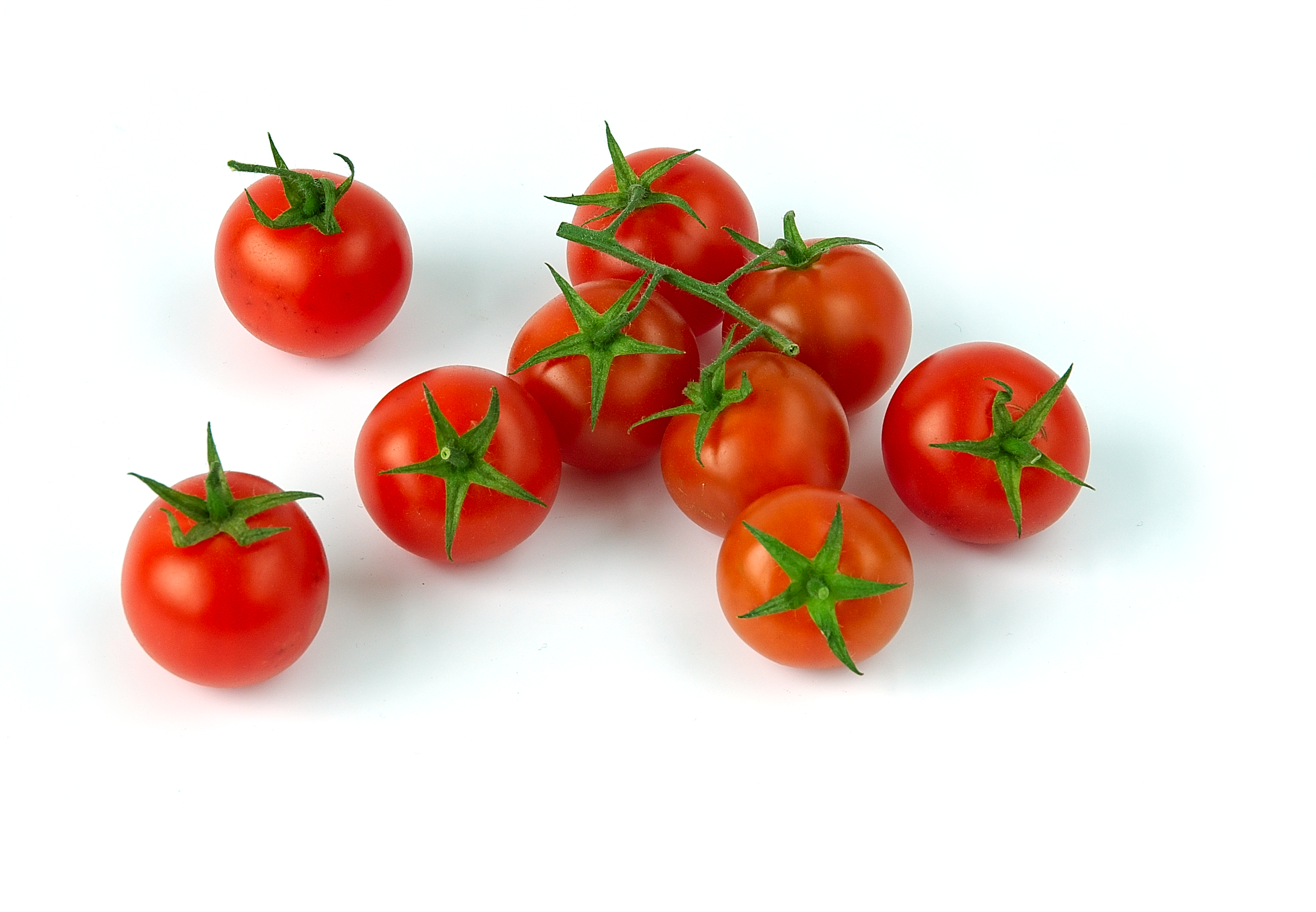
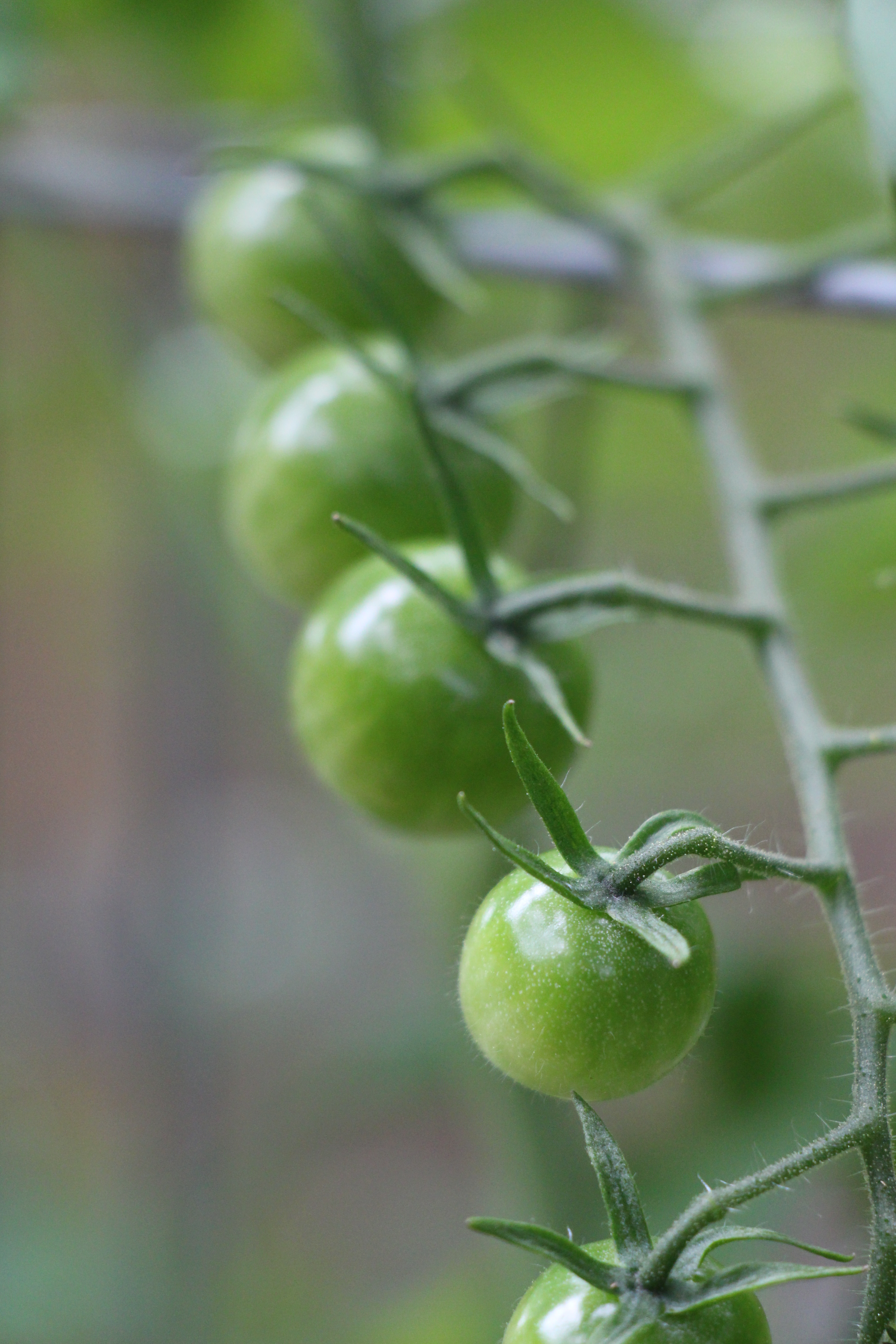
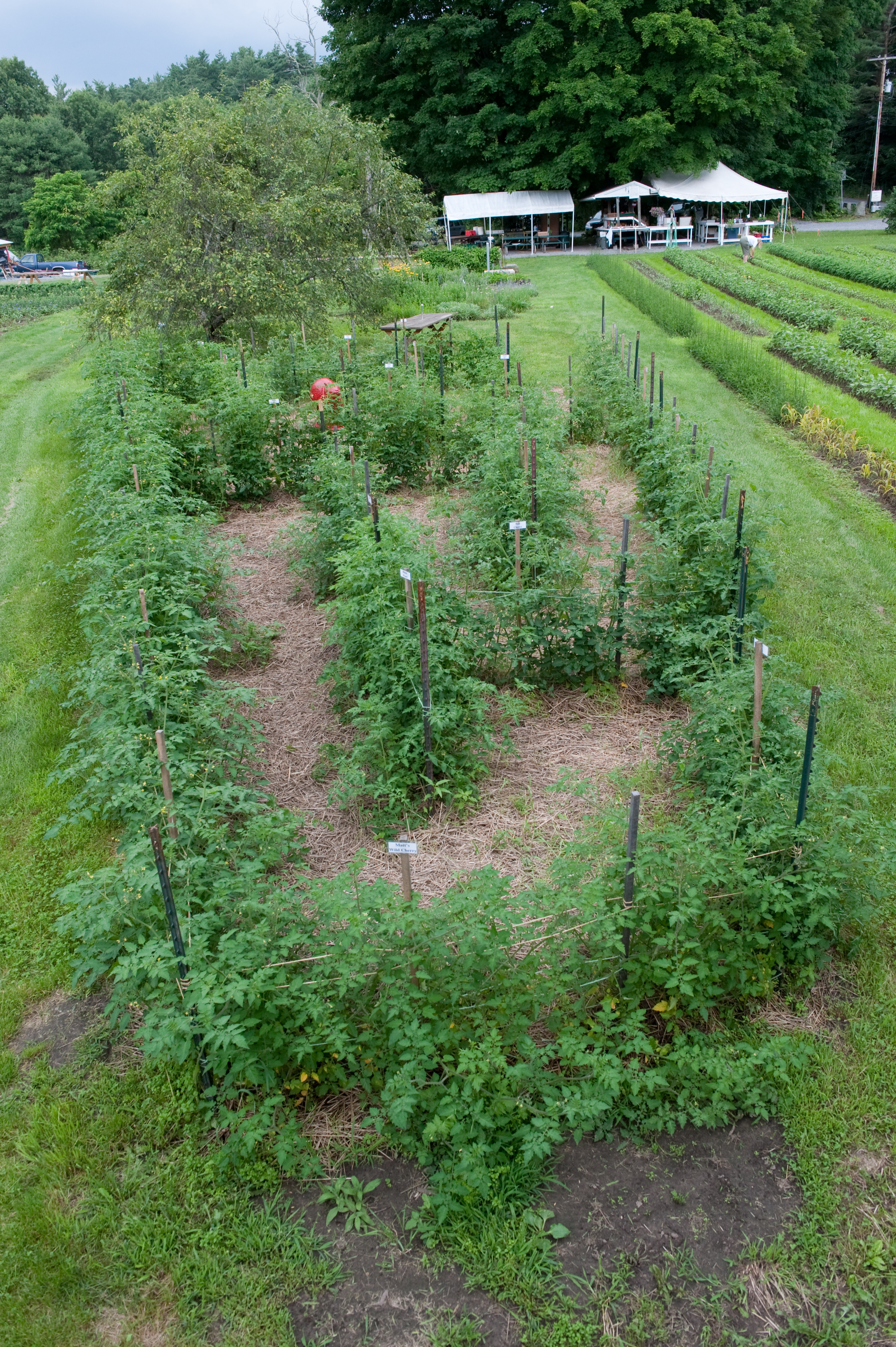